# Штравальде
Штравальде (нем. Strahwalde) — деревня в Германии, в земле Саксония, входит в район Гёрлиц в составе городского округа Хернхут.
Население составляет 759 человек (на 31 декабря 2009 года). Занимает площадь 9,89 км².

## История
Первое упоминание о поселении относится к 1317 году.
До 31 декабря 2009 года Штравальде образовывала собственную коммуну, куда также входил коттеджный посёлок Фриденшталь (нем. Friedensthal, 51°01′40″ с. ш. 14°42′04″ в. д.).
1 января 2010 года, после проведённых реформ, Штравальде и Фриденшталь вошли в состав городского округа Хернхут в качестве районов.

## Галерея

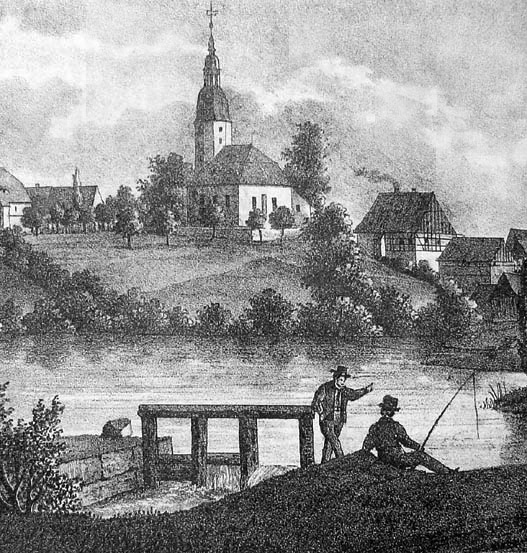
Церковь в Штравальде, 1860 год
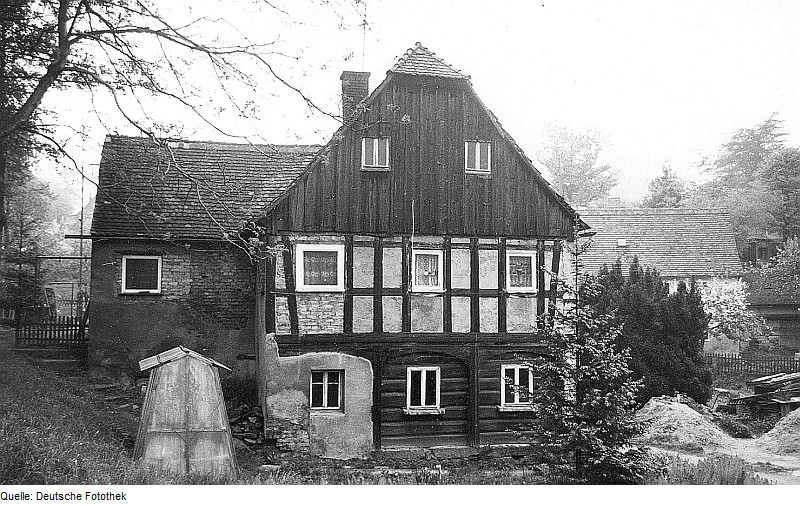
Здание водяной мельницы, 1986 год